# 希楽星
有限会社希楽星（きらぼし）は、日本の芸能事務所。主に俳優・声優のマネージメントを行っている。
シニア層に強みを持っており、奥野匡、久保晶、森康子など、実績ある役者も所属。

## 所属俳優

### 男性
あ行
- 青木隼
- 蒼木智大
- 秋山浩介
- 有村圭助
- 石垣恵三郎
- 石坂史朗
- 伊藤俊彦
- 大城智哉
- 奥野匡
- 小山かつひろ

か行
- 狩野謙
- 川野誠一
- 河原田ヤスケ
- 神崎孝一郎
- 菊原祐太朗
- 岸本敏伸
- 岸本光正
- 九太朗
- 久保晶
- 久世恭弘
- 健道虎吉

さ行
- 才勝
- 斉藤雅俊
- 嵯峨崇司
- 佐藤旭
- 佐藤祐一
- 椎名泰三
- 茂木和範
- 志水政計
- 白倉慎介
- 鈴木達也
- 須永慶

た行
- 高橋岳則
- 田村哲也
- ちゅうサン
- 戸田圭一郎
- 豊田一也

な行
- 中江正成
- 中宅間敏彰
- 中村風太
- 中山克己
- 西久保治好
- 西丸亮
- 二宮聡
- 野田翔太
- 野村信次

は行
- 藤本至
- 船田周作
- 古川慎
- 古川真司
- 逸見廣大
- 星俊輔
- 本田清澄
- 本多晋

ま行
- 松澤重雄
- 松村明
- 牟田浩二
- 桃谷晶
- 森喜行

や行
- 薬師寺順
- YAKUWA Kosei
- 山口河童
- 山口友和
- 山田龍弥

わ行
- 若尾義昭
- 若林幸樹

### 女性
あ行
- 青木和代
- 芦沢孝子
- 綾城愛里奈
- 安城久美子
- 石原絹子
- 伊東知香
- 伊藤鈴
- 井上麻美
- 岩上円香
- 上の平多香
- 大勝壱夏
- 押元奈緒子

か行
- 加藤美智子
- 金子路代
- 唐木ちえみ
- 川口凛
- 木内友三
- 菊地翔子
- 喜田智津子
- 木村翠
- 栗原みか
- 香村実咲
- 小山亜由子

さ行
- 下村恵里
- 水津亜子
- 杉咲佳穂
- 鈴木ひろみ
- 鈴木美生代
- ソヨリコ

た行
- 高崎佳代
- 髙栁葉子
- 滝景子
- 田中香子
- 田日苗水
- 寺島ゆうか
- 光由利子
- 外海多伽子

な行
- 中澤敦子
- 夏川さつき
- 西井裕美
- 西尾景子
- 野田佳代
- 野々宮かおり
- 呑山仁奈子

は行
- 萩原萠
- 原田千枝子
- 廣澤恵
- 藤井京子
- 藤咲舞
- 藤本洋子
- 双葉
- 穂積りず

ま行
- 益田愛子
- 松田真知子
- 松本わこ
- 丸山瑠美子
- 美谷和枝
- みやきかのん
- 諸橋玲子

や行
- 安河内頼子
- 楊木賀央里
- 山口泉
- 山口みよ子

## かつて所属していた俳優

### 男性
あ行
- 浅沼晋平
- 安次富真樹
- 麻生潤也
- 阿部六郎
- 天野充人
- 新井量大
- 蟻川光平
- 五十嵐悠人
- 市川智章
- 市原清彦
- 伊藤達彦
- 伊藤正博
- 大田正樹
- 大塚洋（在籍中に死去）
- 小野豊

か行
- 加賀谷純一（在籍中に死去）
- 加世幸市（在籍中に死去）
- 加勢田進
- 加藤治（在籍中に死去）
- 金杉太朗（在籍中に死去）
- カネコハリー
- 鎌田拓也
- 神本十兵衛
- 亀山助清（在籍中に死去）
- 川上直己
- 川越悠
- 川邊史也
- 菊口富雅
- 木崎優一
- 串間保
- 熊澤弘訓（話芸写所属）

さ行
- 斎藤勝
- 島英司
- 庄司永建（在籍中に死去）
- 須賀大輔

た行
- TAIRA
- ト字たかお
- 田仲啓一郎
- 田中允貴
- 玉川伸
- 天現寺竜
- 土屋和彦
- 戸沢佑介
- としお

な行
- 永井佑昌
- 長倉正和
- 仲田憲正
- 中野敦
- 中村建彦
- 夏井貴浩
- 西山周吾
- 沼崎悠
- 沼田隆兵

は行
- 長谷川ほまれ
- 浜口悟
- 林昭夫（在籍中に死去）
- 日方想
- 樋口亮
- 船阪裕貴
- ヘイデル龍生（ウルル・プロ所属）
- 堀田興生
- 穂積幸良
- 保土田智之

ま行
- 毎川一輝
- 前田昌明（在籍中に死去）
- 増田再起
- 松村彦次郎（在籍中に死去）
- 三川雄三（在籍中に死去）
- 水森コウ太
- 宮田景介
- 森井睦

や行
- 山崎満
- 山田百貴

### 女性
あ行
- 浅井千香子
- 浅野佐和子
- あしまゆぅみ
- 東啓子
- 荒木めぐみ
- 伊織有希
- 泉美樹里
- 泉順子
- 市川千恵子
- 一ノ瀬のり
- 稲垣あけみ
- 上原由恵（在籍中に死去）
- 碓氷マキ
- 太田知咲
- 大村眞利枝
- 小笠原好美
- 小野敦子
- 恩田恵美子

か行
- 金子浩子
- 上村依子（在籍中に死去）
- 菊地かおり
- 喜多道枝（在籍中に死去）
- 北川智繪
- 紀瀬美香
- 木村英未
- 上月麻未
- 小林節子
- 小森琴世
- 越山深喜

さ行
- 酒井麻吏（アイトゥーオフィス所属）
- 坂巻佑
- 坂本みか
- 島岡花
- 清水あいみ
- 東海林梨紗
- 瀬戸麻文

た行
- 高見くり
- 田口萌
- 橘英里
- たつづき久美
- 立石ゆう
- 月田有香
- 戸村美智子
- 友木ちひろ

な行
- 成田好美

は行
- 平田洸帆
- ふくまつみ（ケイエムシネマ企画所属）
- 木瓜みらい
- 星野晶子

ま行
- 真木千春
- まつおか晶
- 松岡凛奈
- 真山惠衣
- 三上瓔子
- 宮内順子
- みわ優子
- 森恵美
- 森康子
- 森谷あかり
- 森山このみ（マック・ミック所属）
- 森結
- 森柚葉

や行
- 由起艶子
- 有里湖
- 吉沢ともえ